# Cosmos (Buck-Tick)
Cosmos (stilizzato COSMOS) è il decimo album della rock band visual kei giapponese Buck-Tick. È stato pubblicato il 21 giugno 1996 dall'etichetta major Victor Entertainment.
Esistono due edizioni dell'album: una prima edizione limitata con custodia jewel case bianca, e una normale con custodia jewel case trasparente.
L'album si inserisce nella fase elettronica dei BUCK-TICK, iniziata l'anno precedente con Six/Nine e proseguita fino a Mona Lisa OVERDRIVE del 2003.

## Tracce
Tutti i brani sono testo di Atsushi Sakurai e musica di Hisashi Imai, tranne dove indicato.

Dopo il titolo è indicata fra parentesi "()" la grafia originale del titolo.
1. Maria (Maria?) - 3:49
2. Candy (キャンディ?) - 4:24
3. Chocolate (チョコレート?) - 4:00 (Atsushi Sakurai - Hidehiko Hoshino)
4. SANE (SANE?) - 4:36
5. Tight Rope (Tight Rope?) - 5:16
6. idol (idol?) - 4:57
7. Living on the Net (Living on the Net?) - 4:08
8. Foolish (Foolish?) - 3:58
9. IN (IN?) - 4:33 (Atsushi Sakurai - Hidehiko Hoshino)
10. Ash-ra (Ash-ra?) - 5:09
11. COSMOS (COSMOS?) - 5:01

## Formazione
- Atsushi Sakurai - voce
- Hisashi Imai - chitarra, cori
- Hidehiko Hoshino - chitarra e tastiera
- Yutaka Higuchi - basso
- Toll Yagami - batteria